# مثناناوات
المثناناوات (الاسم العلمي: Thymelaeoideae) هي أسرة من النباتات تتبع الفصيلة المثنانية من رتبة الخبازيات.

## قبائل
- الدفناوية
  - المثنان
- العوداوية
  - العود
- دفناوية متحدة المتك
  - دفنة متحدة المتك